# Corinne Franzén-Heslenfeld

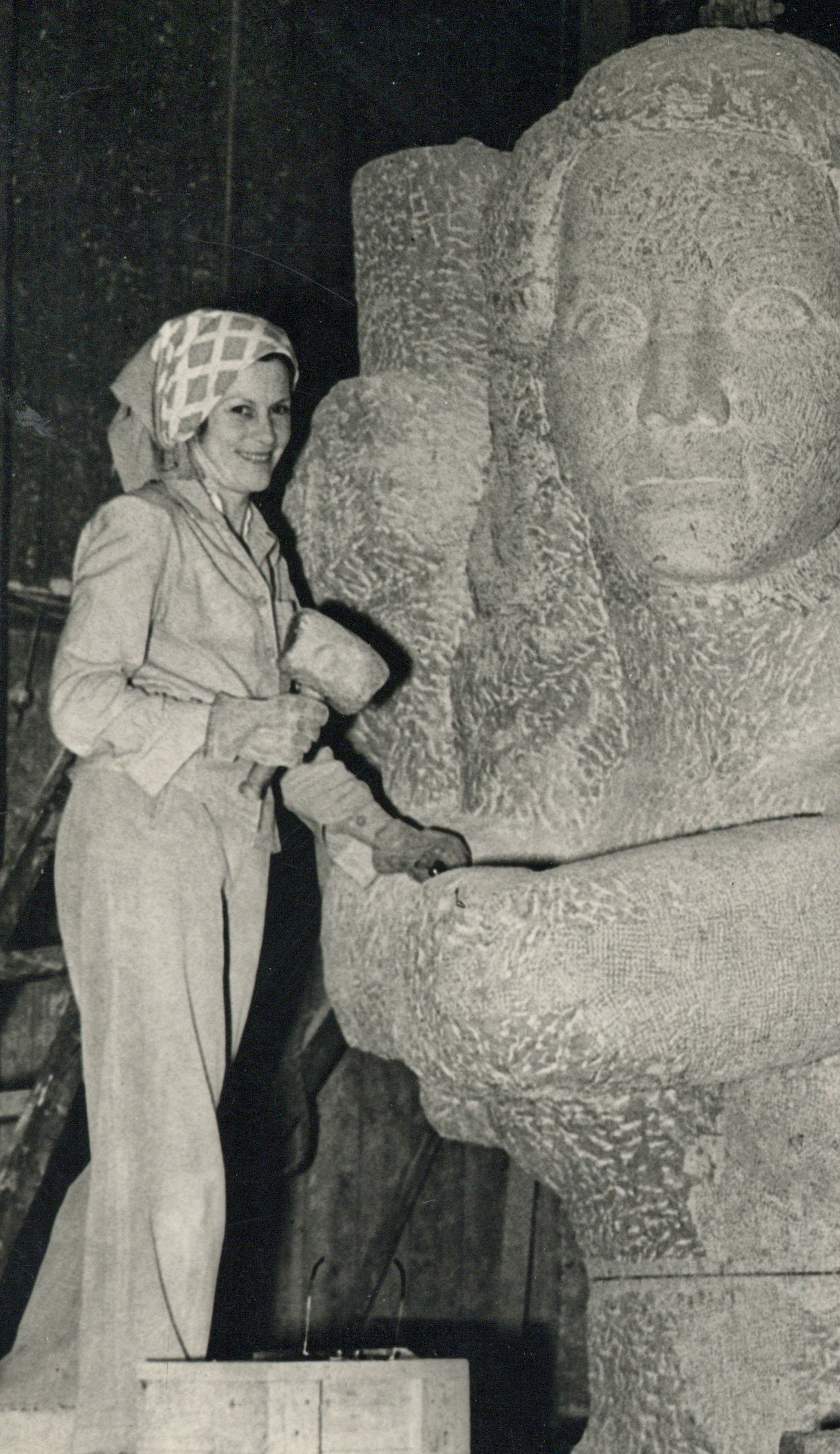
Corinne Franzén-Heslenfeld, 1949

Cornelia Catharina Johanna Maria „Corinne“ Franzén-Heslenfeld (* 6. Mai 1903 in Bussum; † 18. September 1989 in Den Haag) war eine niederländische Bildhauerin und Medailleurin.

## Leben
Corinne Franzén-Heslenfeld war die Tochter des Bussumer Fabrikanten und Kaufmanns Wilhelmus Henricus Maria Heslenfeld und von Cornelia Carolina Maria Schaepman. Sie besuchte die Hogereburgerschool und studierte an der Rijksakademie van beeldende kunsten in Amsterdam und war Schülerin von Johannes Hendricus Jurres und 1925 bis 1929 bei Jan Bronner. Privatunterricht erhielt sie um 1935 bei Lambert Lourijsen. Am 19. November 1929 heiratete sie Deen Henning Franzén in der St. Angar-Kirche in Kopenhagen. Zwischen 1930 und 1934 verbrachte sie zwei Jahre in Rom und unternahm danach eine Studienreise durch Italien und Frankreich. Nach ihrer Rückkehr lebte sie bis 1939 in Wassenaar und zog dann nach Den Haag. Sie übernahm das Atelier des belgischen Bildhauers Toon Dupuis und etablierte sich als bildende Künstlerin. Corinne Franzén-Heslenfeld starb 1989 in Den Haag.

## Werk
Corinne Franzén-Heslenfeld schuf Tier- und Menschenfiguren in Bronze, Holz, Gips und bevorzugt in Stein. Außerdem fertigte sie Reliefs, Porträtbüsten und Medaillen. Sie übernahm auch Auftragsarbeiten, darunter Gedenkmünzen, Giebelsteine sowie Kriegs- und Widerstandsdenkmäler, unter anderem 1949 in Utrecht, 1950 in Haaksbergen und 1952 in Noordwijk. 1948 wurde ihr der Auftrag zur Anfertigung der Krönungsmedaille für Königin Juliana verweigert, da Hildo Krop als Mitglied des zuständigen nationalen Beratungsgremiums ihre Arbeit als nicht gut genug erachtete. Am bekanntesten ist das sieben Meter hohe Befreiungsmonument, das sie 1949 für den Domplatz in Utrecht schuf. Ihre Werke sind von Mari Andriessen beeinflusst. Nach 1960 fertigte sie verstärkt Kinderbildnisse.
Corinne Franzén-Heslenfelds bildhauerische Arbeit wurde 1929 mit dem Prix de Rome ausgezeichnet. Sie war Mitglied im Haagse Kunstkring und ab 1941 im Nederlandse Kring van Beeldhouwers und im Pulchri Studio.

## Ausstellungen (Auswahl)

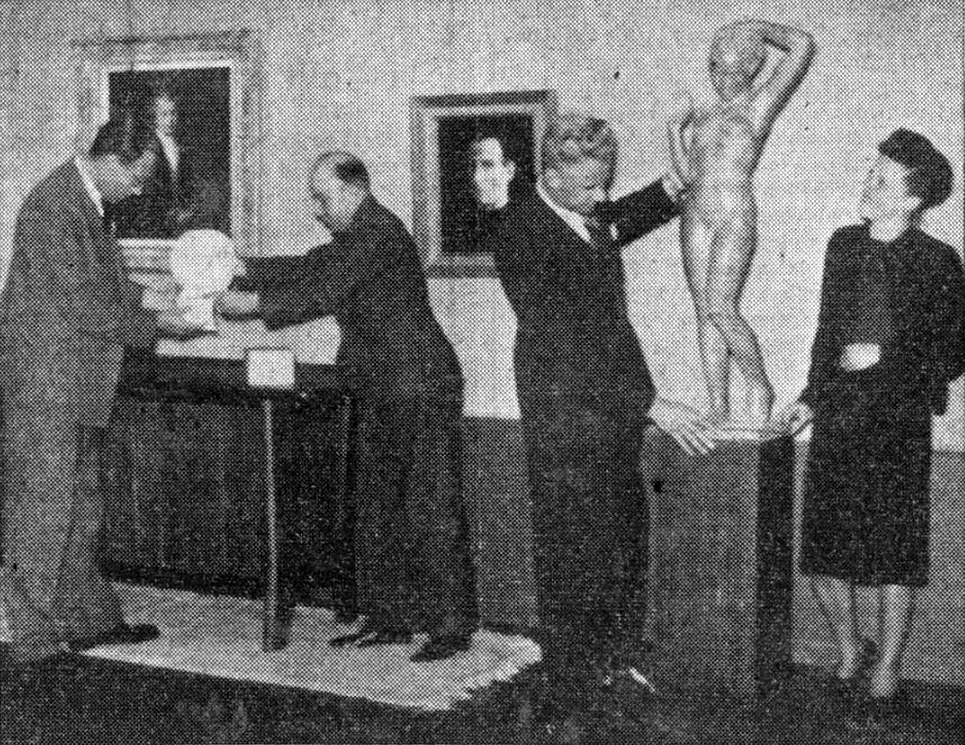
Corinne Franzén-Heslenfeld beim Aufbau de Ausstellung zum fünfzigjährigen Bestehen des Haagschen Kunstkring, 1941

- 1941: Tentoonstelling van werken der leden van den "Nederl. Kring van Beeldhouwers". Stedelijk Museum Amsterdam
- 1941: Haagsche Kunstkring. Kunstmuseum Den Haag
- 1941: Jubileumtentoonstelling Haagsche Kunstkring. Stedelijk Museum Amsterdam
- 1951: Nederlandse Beeldhouwkunst. Kunstmuseum Den Haag
- 1951: Britse en Nederlandse vrouwen exposeren. Museum Fodor Amsterdam
- 1954: Rekenschap: 1946-1954 door het Rijk verworven hedendaagse beeldende kunst. Museum Prinzenhof, Delft
- 1962: kleinplastiek Madurodam. Madurodam, Den Haag
- 1965: Nederlandse Kring van Beeldhouwers. Stedelijk Museum Amsterdam
- 1981: Johan Antonie de Jonge en Corinne Franzen. Art Gallery Gérard Wassenaar[2][3]

## Werke im öffentlichen Raum (Auswahl)
- Sint Lucia. Gouda (1959)
- De Prinses met de gouden bal. Schule am Koningin Wilhelminaweg, Gouda; seit 2015 2015 Winterdijk, Gouda (1958)
- Vrouw und Man. Skulpturenroute Zuiderpark, Veluweplein/P. Droogleever Fortuynweg, Den Haag (1945)
- Gerda en het rendier. Park Marlot, Den Haag (1931)
- Flap. Dorpsstraat, Villa Villagio, Pijnacker-Nootdorp
- Rhea Sylvia mit ihren Kindern Remus und Romulus. Marmorstatue, Niederländisches Historisches Institut, Rom (1935)
- Pieter Droogleever Fortuyn. Relief, Maastunnel, Rotterdam (1941)
- Pieter Droogleever Fortuyn. Relief, Zuiderpark, Den Haag
- Louis de Vries. Porträtbüste des Schauspielers, Joods Museum, Amsterdam (1966)
- H.A. Lorentz. Kragstein eines Tores in einer Mauer, Universität Leiden, (1933)
- Abraham Pit. Bronzener Porträtkopf des ehemaligen Direktors des Rijksmuseums Amsterdam (1935)
- Mädchenkopf, Museum Beelden aan Zee, Scheveningen (1964)
- Grabstein. Bronzene Frauenfigur als Grabstein für die Tänzerin Dini von Essen-Bergsma, Friedhof Oud Eik en Duinen, Den Haag (1934)
- Oorlogsmonument Noordwijk. Noordwijk (1952)
- De moeder van het verzet. Haaksbergen
- Monument voor de gecremeerden. Driehuis, Gemeinde Velsen
- Verzetsmonument. Widerstandsdenkmal, Domplein, Utrecht (1949)
- Kriegsdenkmal. Rembrandtweg/Oude Zeeweg Noordwijk (1952)
- Medaille von Pieter Cornelis Boutens (1943)

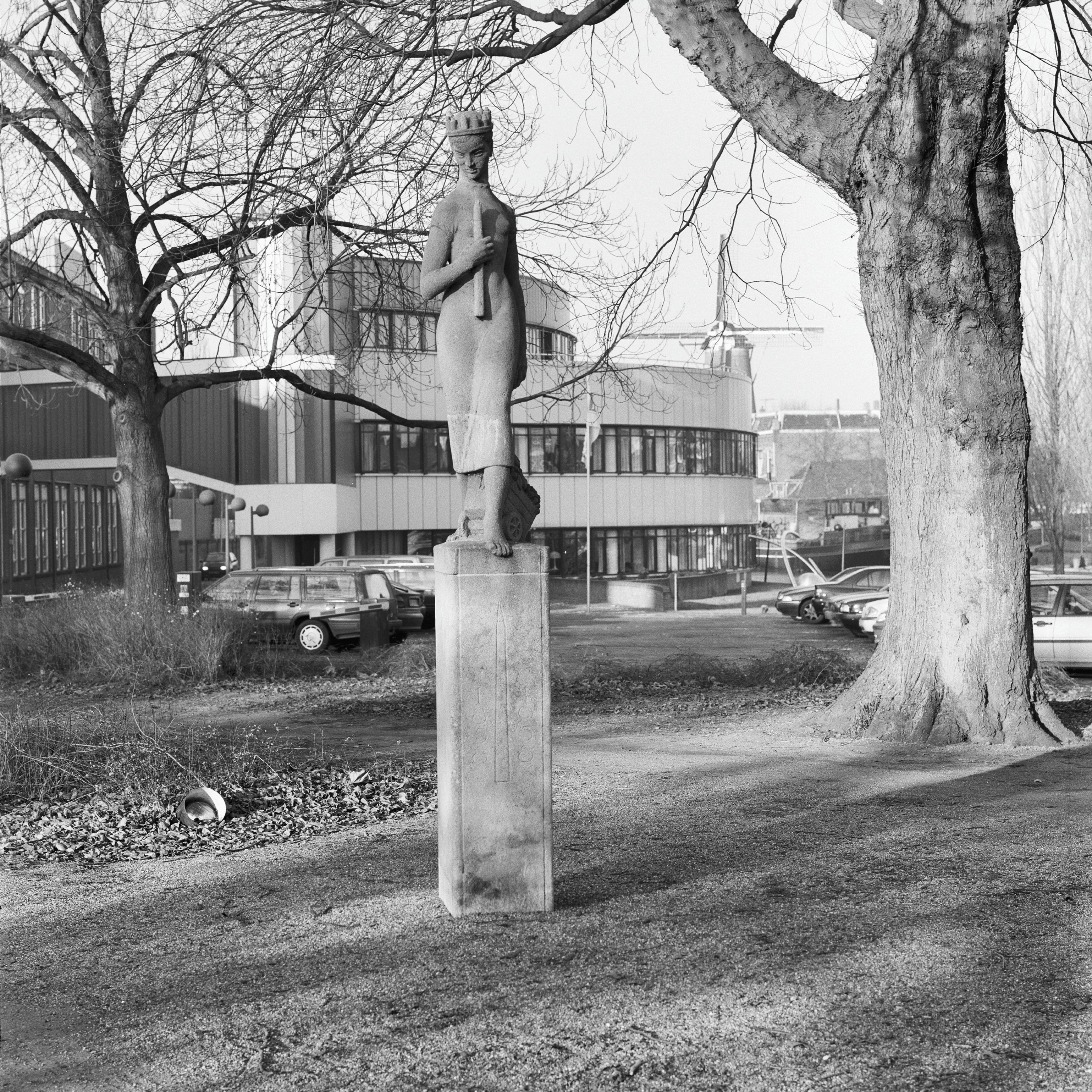
Sint Lucia
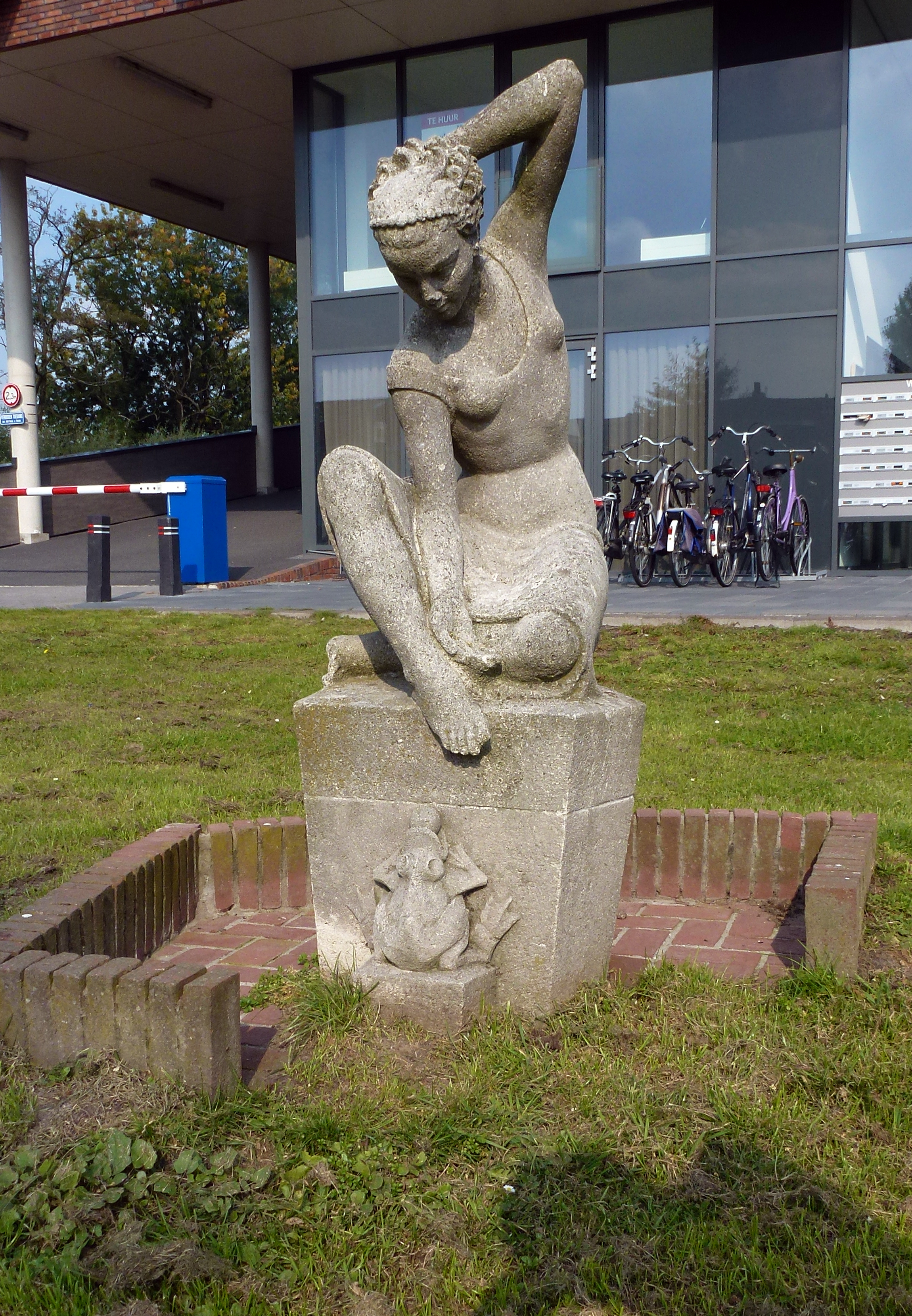
De Prinses met de gouden bal
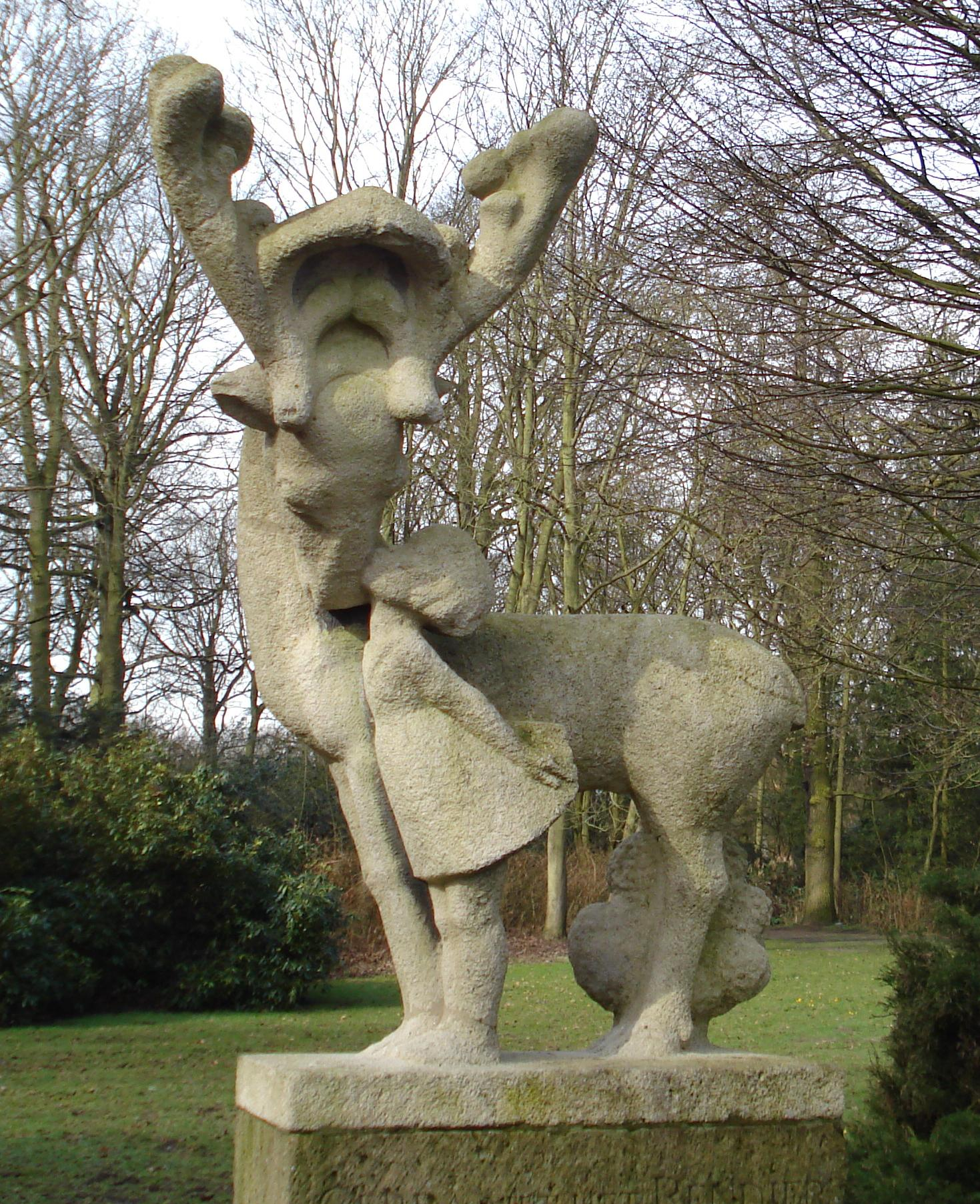
Gerda en het rendier
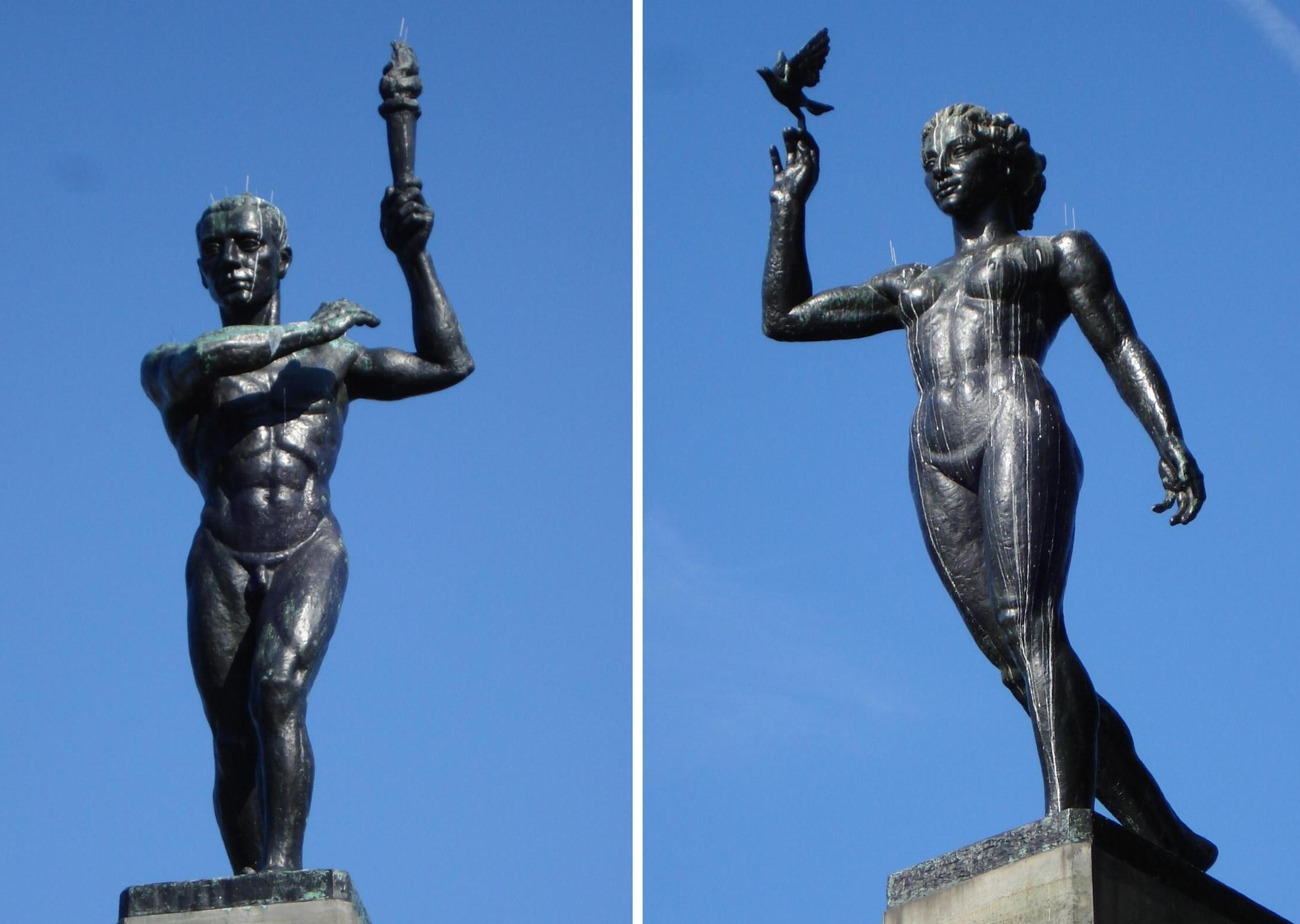
Vrouw und Man
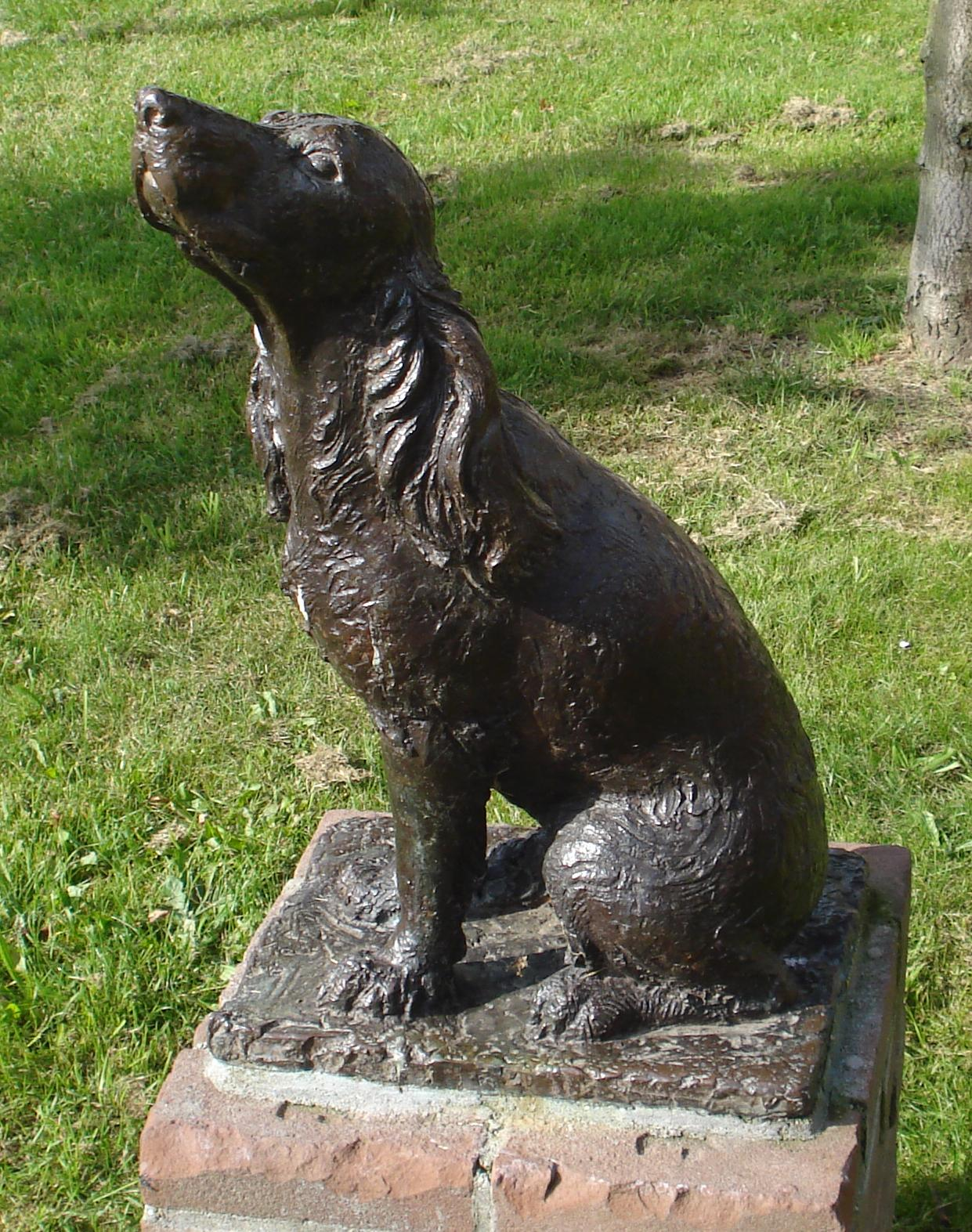
Flap
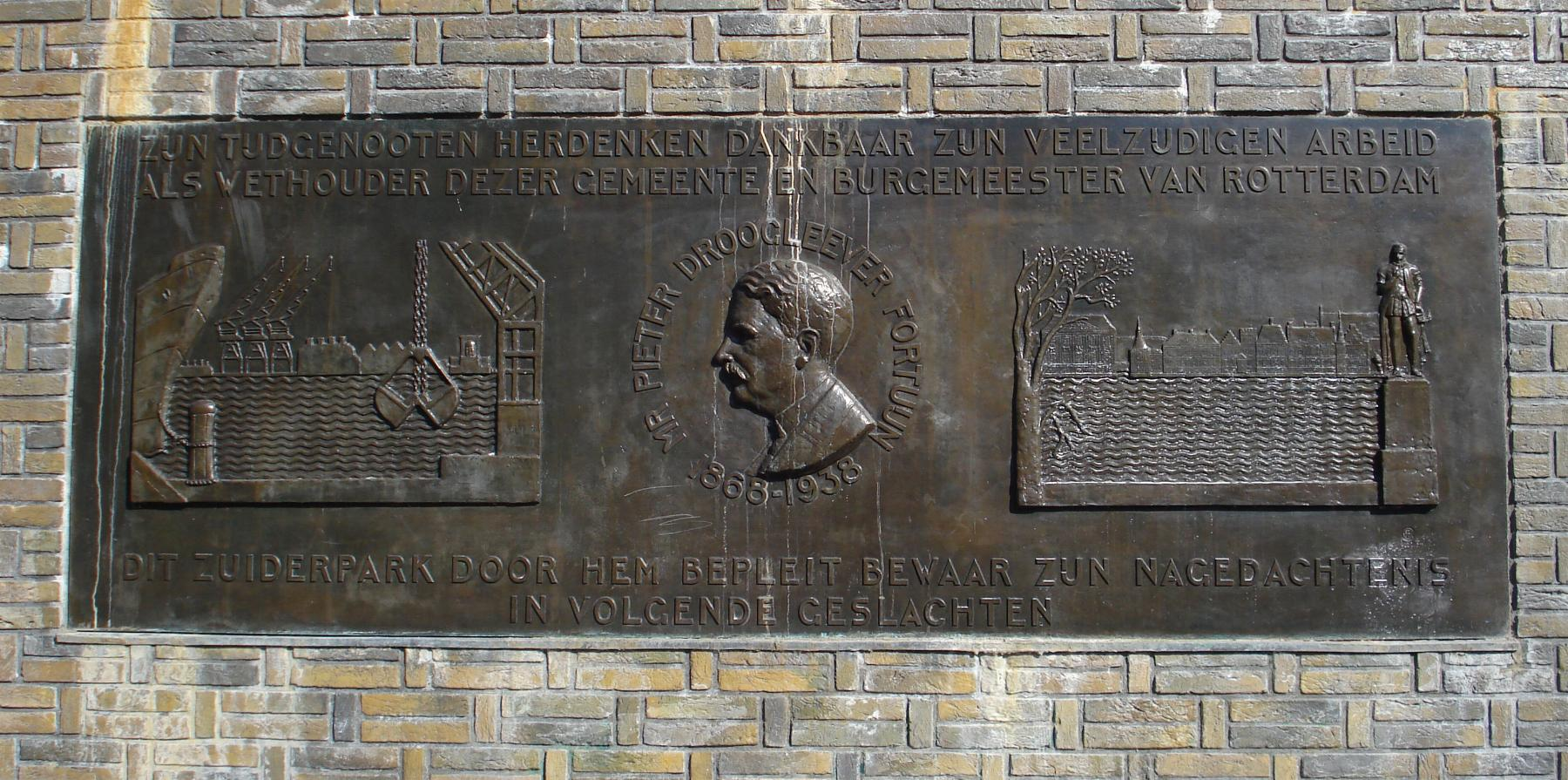
Pieter Drooglever Fortuijn Den Haag
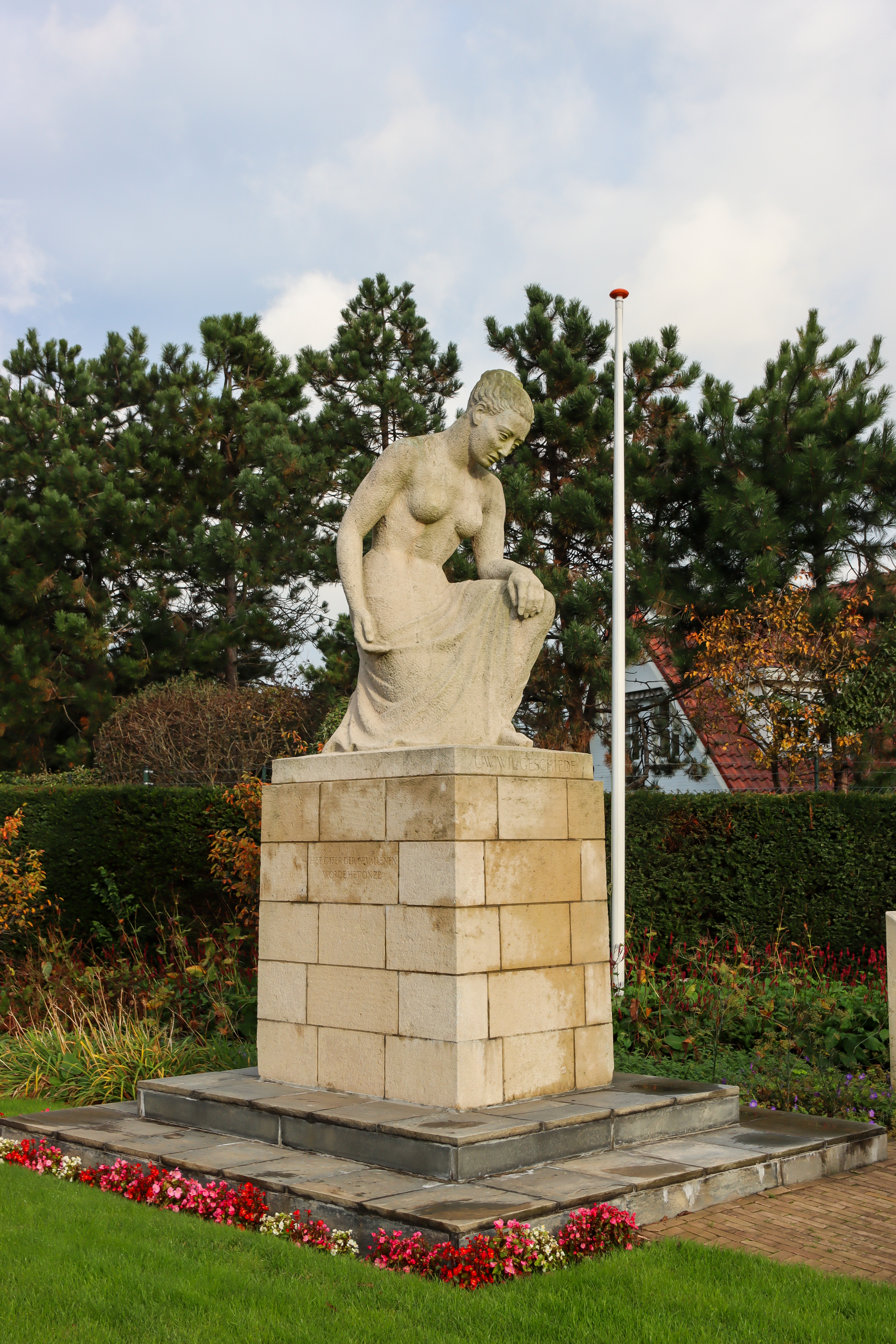
Oorlogsmonument Noordwijk
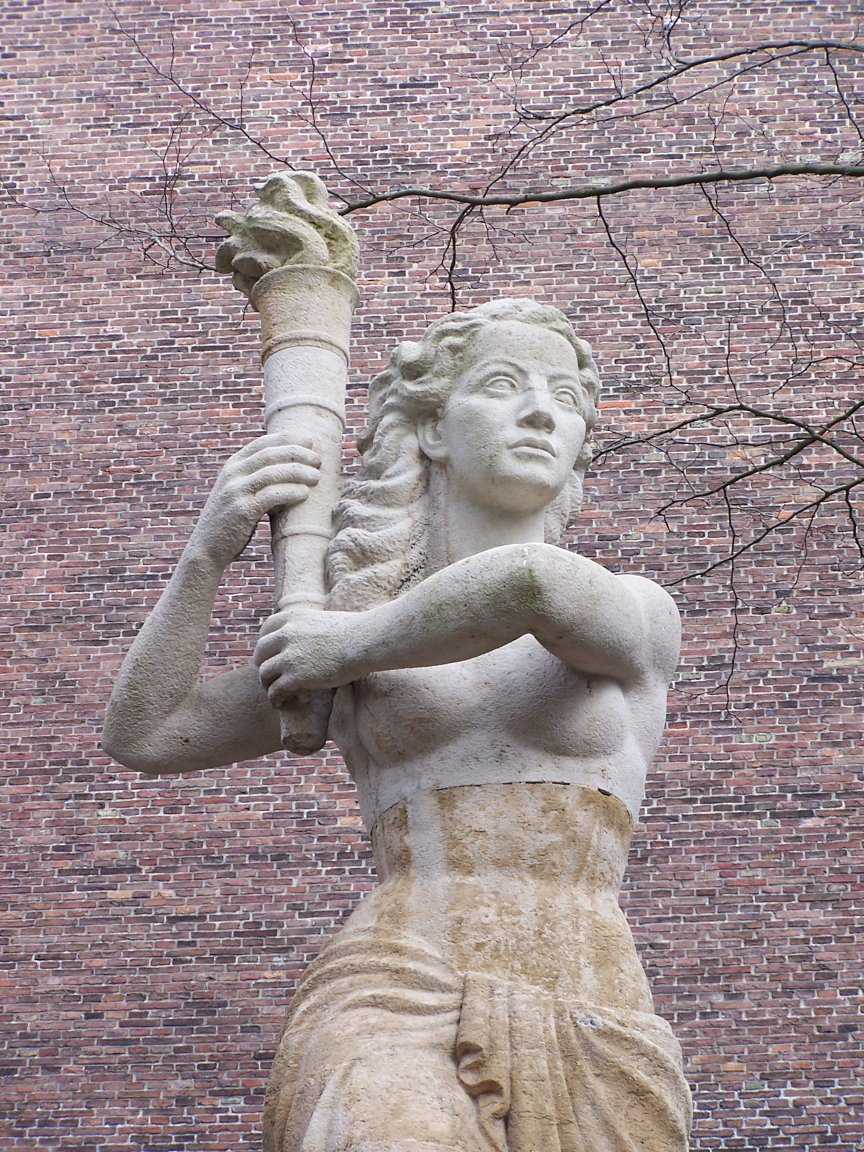
Detail Verzetsmonument
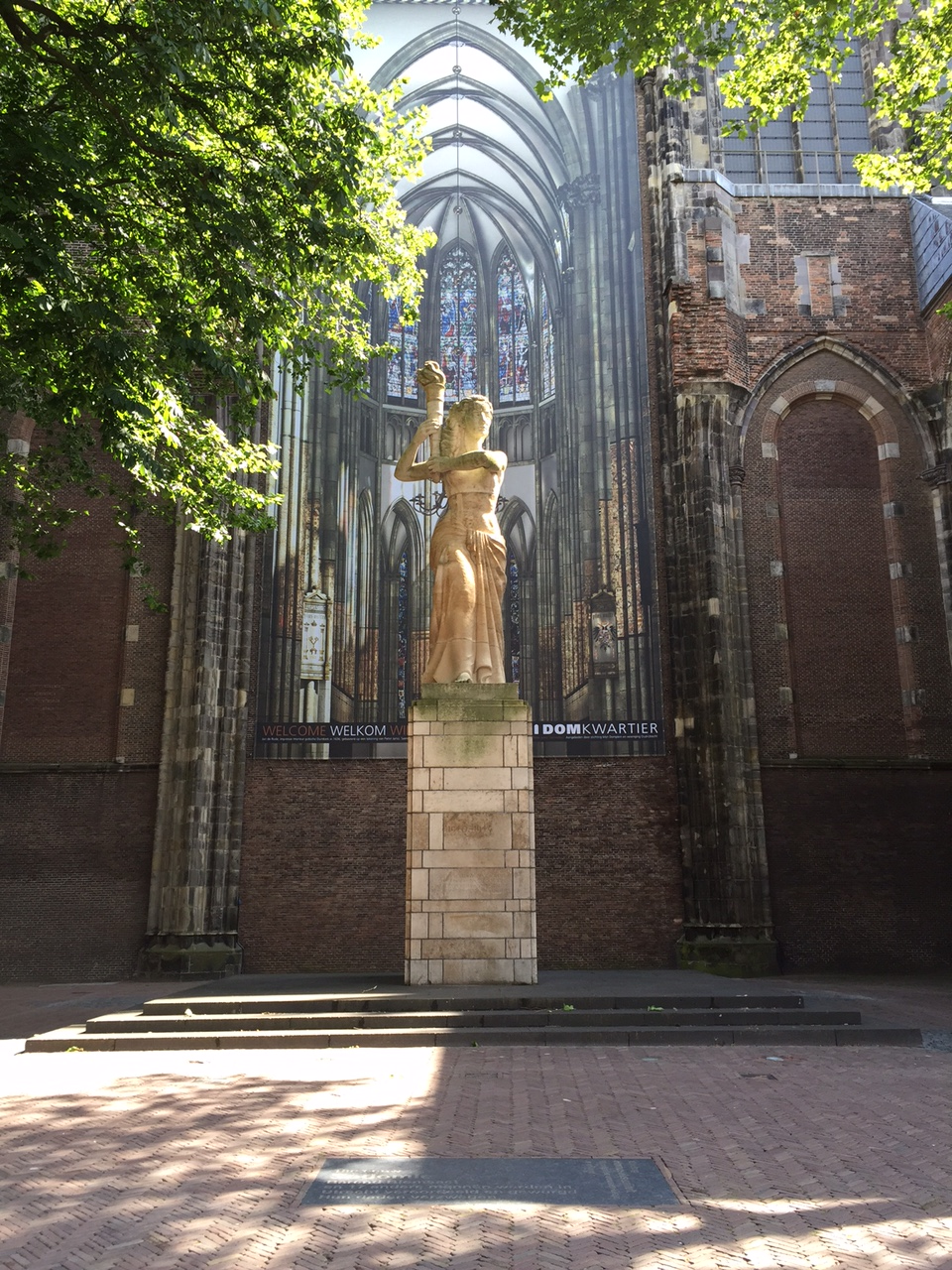
Verzetsmonument
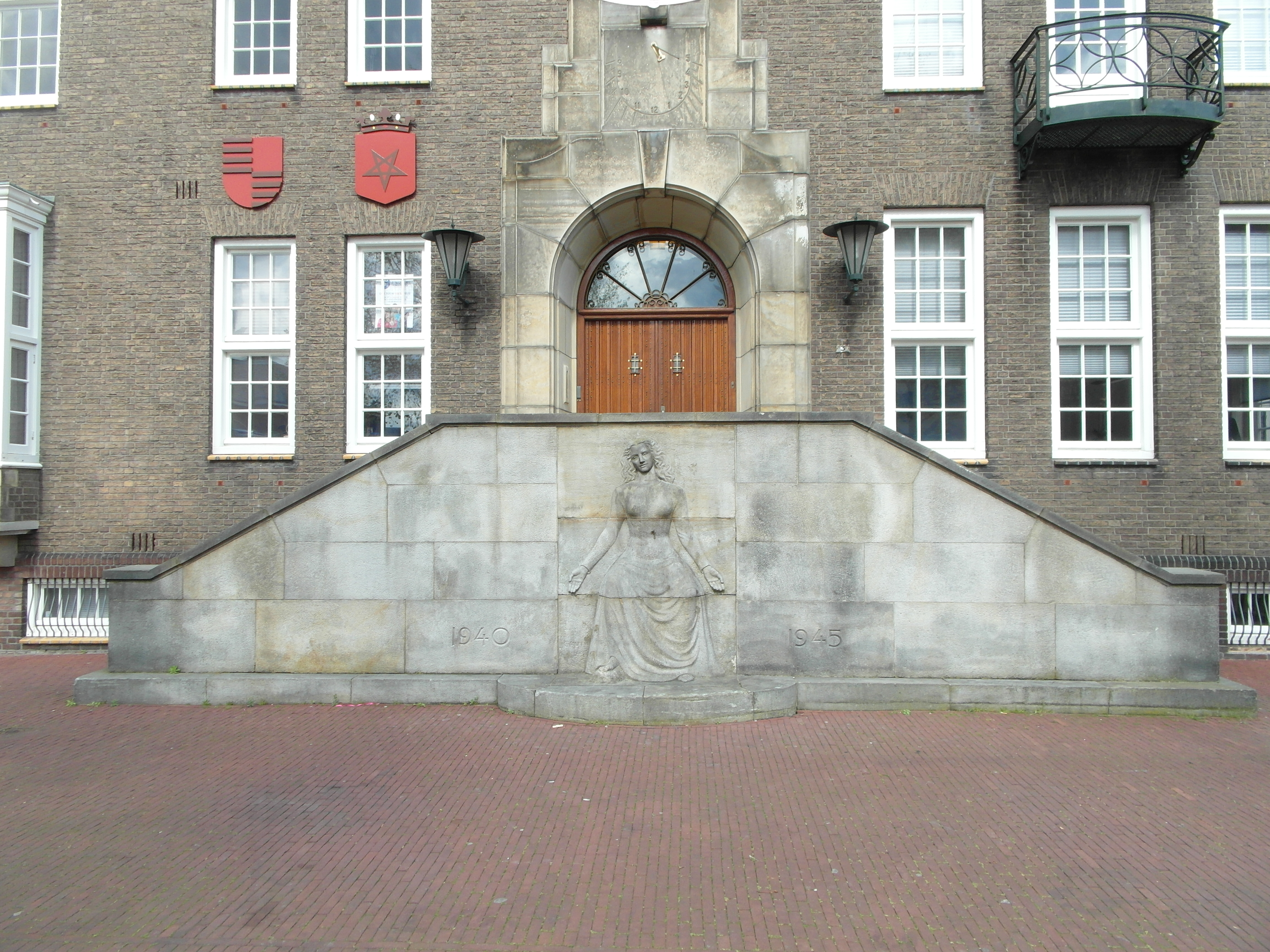
De moeder van het verzet
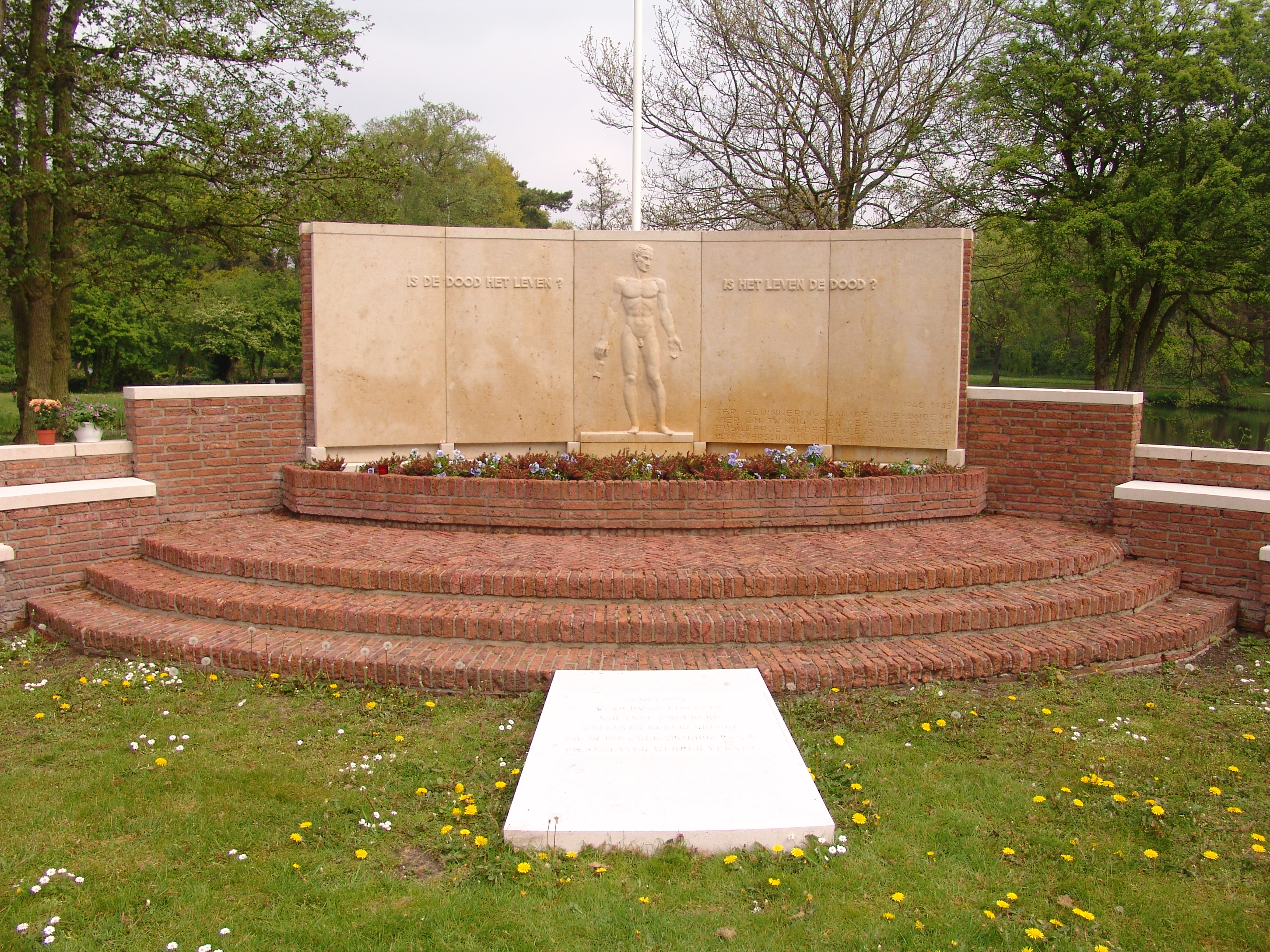
Monument Gecremeerden
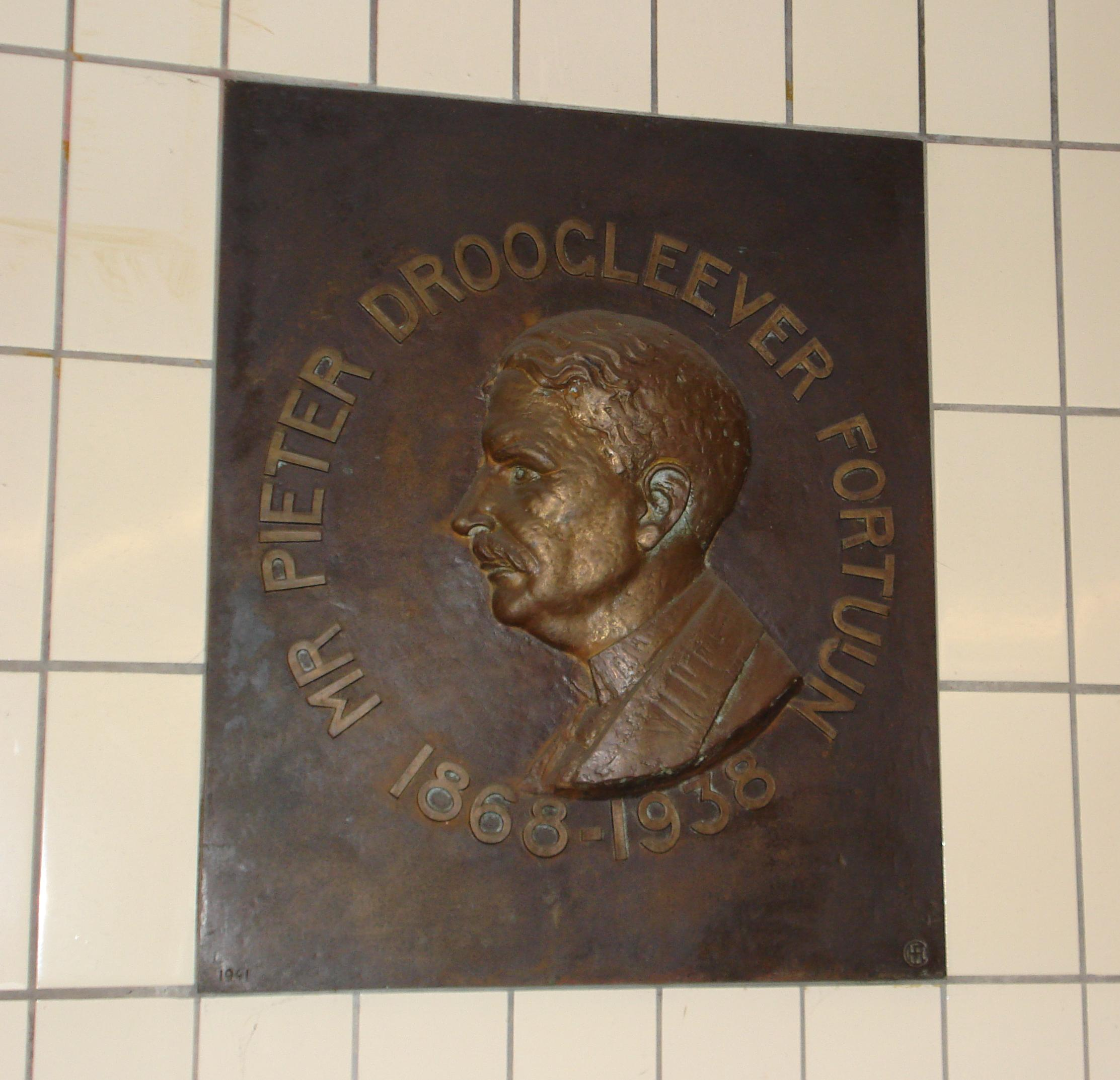
Pieter Drooglever Fortuijn Rotterdam